# Semomesia thymetina
Semomesia thymetina är en fjärilsart som beskrevs av Butler 1874. Semomesia thymetina ingår i släktet Semomesia och familjen Riodinidae. Inga underarter finns listade i Catalogue of Life.